# トルネードポテト
トルネードポテトは、フライドポテトの一変種、派生メニュー。別称にハリケーンポテト、ポテトツイスト、ツイストポテト、スパイラルポテト、トルネードフライなど。
発祥は、韓国の農業鳳凰株式会社 (Agricultural Hoeori Inc.) の鄭恩淑（チョン・ウンソク、정은숙, Jeong Eun Sook）によって開発された。

## 解説
ジャガイモを螺旋状にカットし、その螺旋の中心に串を差して油で揚げ、コンソメ、玉ねぎ、チーズ、蜂蜜等の味のするパウダーをかけて供するのが一般的である。
オーストリアではシェーンブルン宮殿でクリスマスにワインとともに味わうことが恒例とされている。
日本では祭りの際の屋台で供される事が多いが、東京・原宿では常設店舗の専門店もあり、「原宿名物」の様相を呈しつつあるストリートフードでもある。カレーチェーンのCoCo壱番屋でも2020年12月現在、サイドメニューとして公式サイトに記載がある。
日本ではあまり見かけないが、韓国では中心部にソーセージや餅を抱き込む様式のものもある。